# Magyar irredentizmus

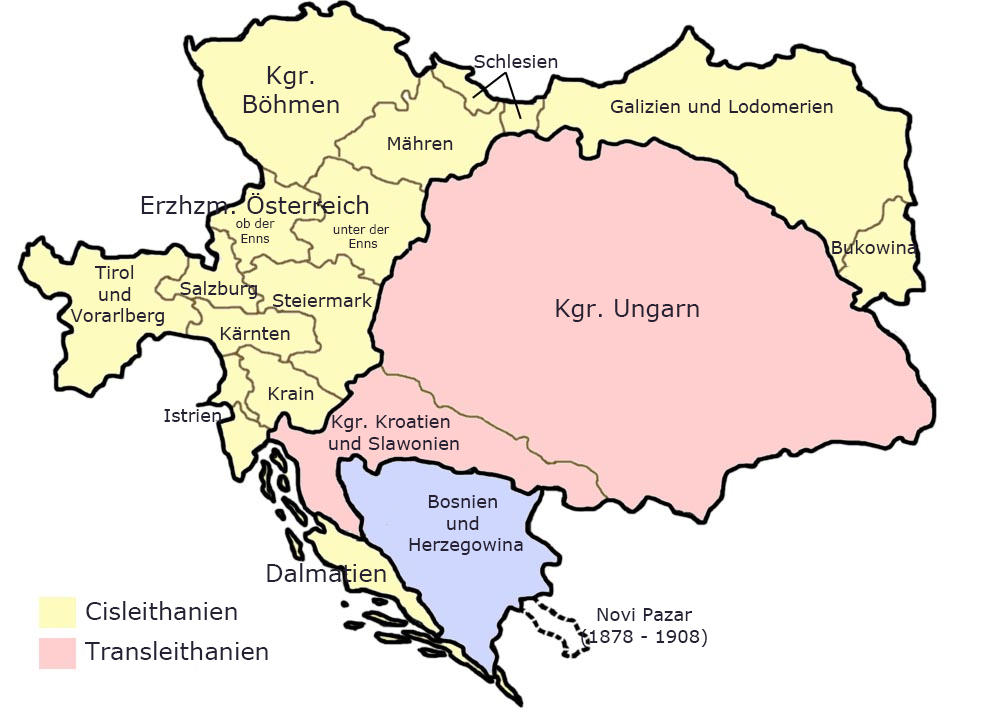
A Magyar Királyság Horvát–Szlavónországgal az Osztrák-Magyar Monarchiában az első világháború előtt (rózsaszínnel)

A magyar irredentizmus a két világháború között Magyarországon kialakult irredentista irányzat és mozgalom, amelynek célja az 1920-as trianoni béke felülvizsgálata Nagy-Magyarország helyreállításának eszménye alapján.
Az 1930-as évek erős irredentizmusa arra késztette az ország vezetését, hogy szövetséget kössön a Hitler vezette náci Németországgal , hogy megvalósítsák a területi követeléseket. A második világháborúban való részvétel az I. világháború után elvesztett területek visszaszerzésének szándékában történt.

## Okok

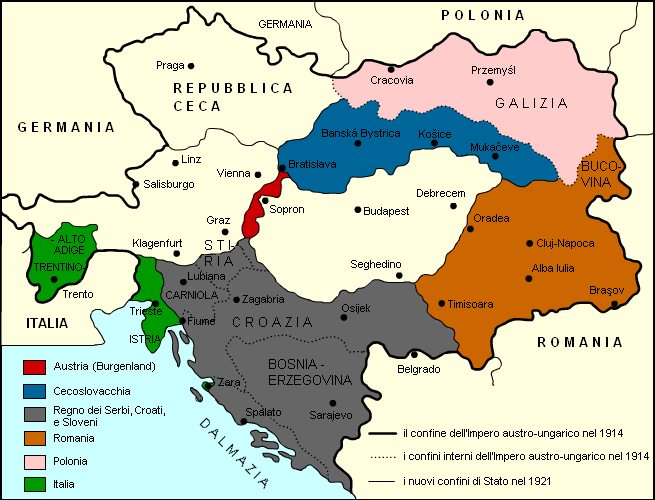
Az egykori Ausztria-Magyarország trianoni béke megkötésével elveszített területei

Az első világháború után az Osztrák–Magyar Monarchia utódállama két köztársaságra, Ausztriára és Magyarországra korlátozódott. Míg előbbi jelentős területekről kényszerült lemondani Olaszország, és Lengyelország javára, elismerték Csehszlovákia és Jugoszlávia függetlenségét a Királyi Magyarország rovására, amely több mint ezer éve volt e területek birtokosa. Ezzel fel kellett adnia a Földközi-tengerre való kijutását is, amely már évszázadok óta fennállt. Ezen kívül Erdély a benne lakó hárommillió magyarral Románia része, míg a Felvidék és Kárpátalja több mint egymillió magyarral maga Szlovákia lett, amely a cseh és morva területekkel Csehszlovákia alapját képezte.
A trianoni békeszerződés Magyarországot sújtotta legkegyetlenebbül az ún. „nagy háború” után, amikor területe 72%-át elveszítette az összes szomszédos ország, a mai Ausztria, Szlovákia, Ukrajna, Románia, Szerbia, Horvátország és Szlovénia javára, míg népessége 20,8 millióról 7 millióra csökkent.

## A háború utáni első időszak

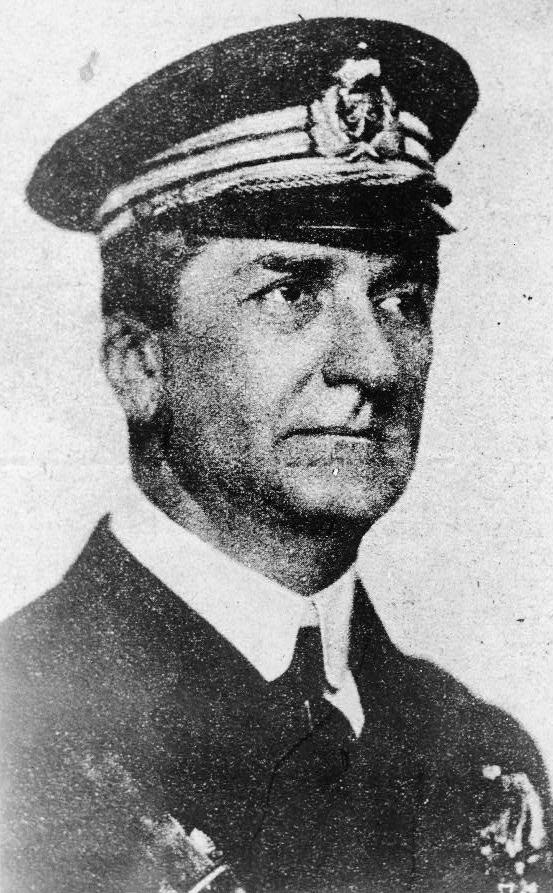
Horthy Miklós

1920. március 1-jén IV. Károly magyar király Horthy Miklóst nevezte ki kormányzónak, nem választással került hatalomra, gyakorlatilag korlátlan, egyes vélemények szerint diktatúra fejeként. Innen számítható a hivatalossá vált „magyar irredentizmus”, Csehszlovákia, Jugoszlávia és Románia 1921-ben megalakították a kisantantot, hogy felvértezzék magukat a magyar revizionizmus és a Habsburg-restauráció ellen.
A Magyarország Területi Épségének Védelmi Ligája, vagy rövidebben (Magyar) Területvédő Liga (TEVÉL) az első világháború végén a Károlyi Mihály-kormány segítségével alakult országos politikai propagandaszervezet volt, amely a történelmi Magyarország területi egységének megóvását tűzte zászlajára. Első elnöke lóci Lóczy Lajos, akinek a lemondását követően gróf széki Teleki Pál a második, majd Urmánczy Nándor lett a harmadik elnöke. Az 1920-as évek közepén a központosítás és az átszervezések jegyében be nem olvasztották a Magyar Nemzeti Szövetségbe. 1921. szeptember 16-án megalakult a szintén irredenta Honvédelmi Párt, melynek az elnöke Urmánczy, a korelnöke Persay Ferenc lett; mindketten jeles tagjai volt a megszűnt TEVÉL-nek.

## A második világháború felé: a Felvidék részleges visszatérése

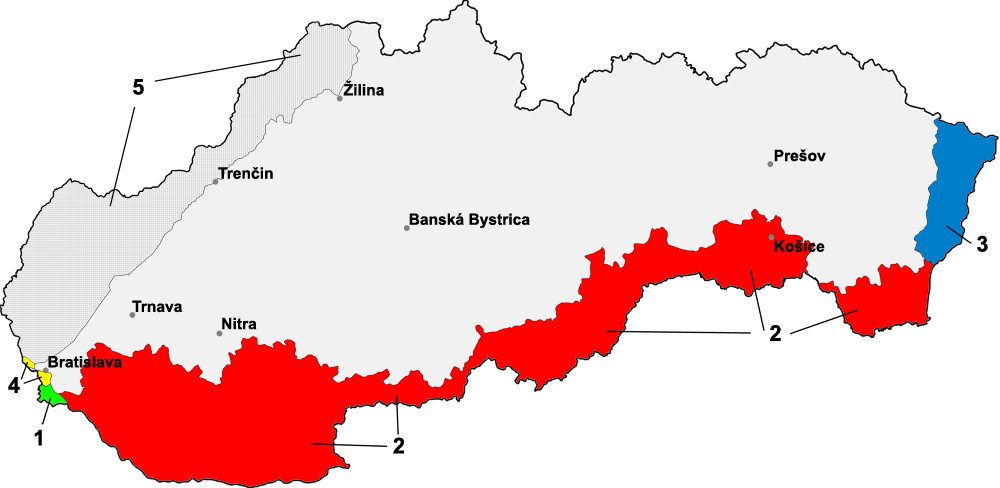
A pirossal és kékkel jelölt sávok a Szlovákiától visszanyert területek

1938-ig nem merült fel konkrét esély az Edvard Beneš-féle hamisítások által félrevezetett, győztes antanthatalmak elfogult képviselői által kijelölt határok revíziójára, de az év végén, amikor az Anschluss révén Ausztria egyesült a hitleri Harmadik Birodalommal, a Müncheni egyezményben megítélt szudétavidékkel együtt, nálunk is újjáéledt az irredentizmus. Amikor az első Szlovákia, a Jozef Tiso alatt megalakult náci bábállam létrejött, az első bécsi döntés értelmében Horthy parancsot adott az ország déli, magyar többségű részének visszafoglalására. Bár több mint 50 000 katonával zajlott, az invázió békés volt, mivel a döntés értelmében a fasiszta Szlovákia vissza kellett hogy adja a Kárpátaljai régiót, illetve egyes déli területeit Magyarországnak.

## A második világháború

### A semlegességtől a második bécsi döntésig
Magyarország, semlegességét kinyilatkoztatva a konfliktus elején, 1940 tavaszán csatlakozott a tengelyhatalmakhoz, úgy, hogy a negyedik lett a fent említett hatalmak között, s a harmadik Európában Németország és Olaszország után. Moszkva Romániának adott ultimátuma és Besszarábia, Észak-Bukovina, és a Hertz-vidék Szovjetunió által történt megszállása után, Magyarország is mozgásba lendült, jóvátételi követelését elkezdve, mivel Románia Erdélyt húsz évvel azelőtt bekebelezte. Németország irányítása alatt egy kompromisszumos megoldás kínálkozott: Magyarország megszállja Észak-Erdélyt, Kolozsvár fővárossal. Ezt ratifikálta a második bécsi döntés, 1940. augusztus 30-án.

### A Barbarossa hadművelet

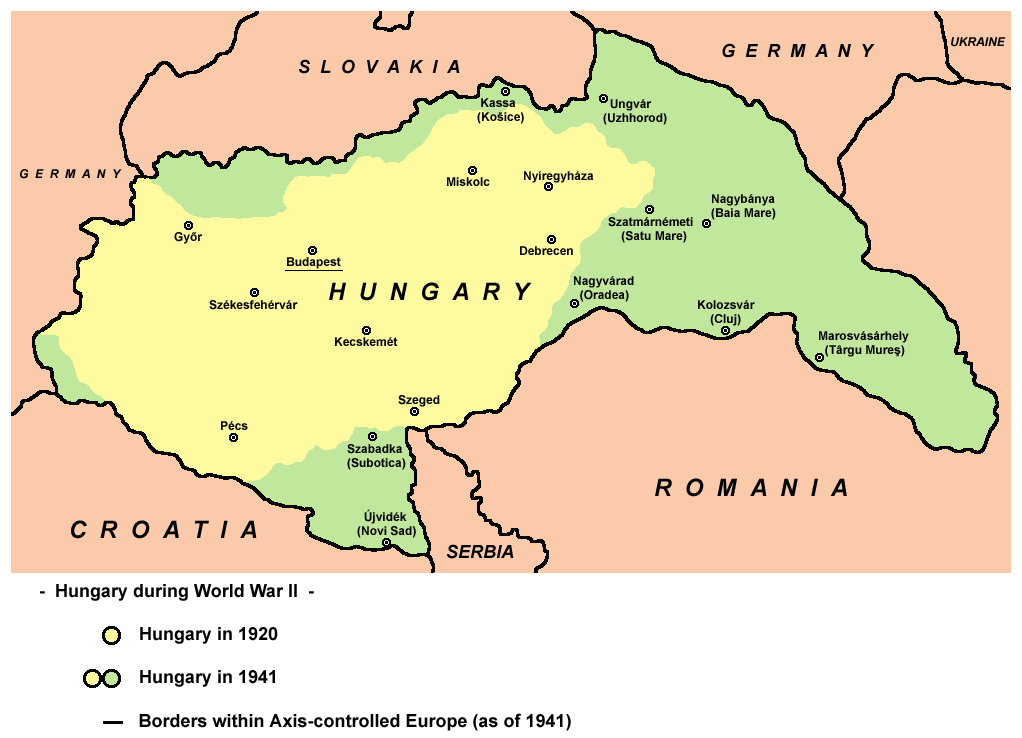
Magyarország a Barbarossa hadművelet előtt

Magyarország a Barbarossa hadművelet keretében visszaszerezte a Jugoszlávia által megszállt területeit, valamint egy 178 000 fős kontingenssel támogatta a Szovjetunió elleni német inváziót. Horthy csapatait megtizedelték a betegségek, a kemény hideg és a partizánok támadásai. Csak a Sztálingrádi csata 50 000 magyar halálát okozta, összesen 98 000 fő soha nem tért haza; vagy elesett, vagy a Vörös Hadsereg fogságába esett.

### Horthy bukása, az ország megszállásai
Miután a tengelyhatalmakat a Szovjetunió visszaszorította, előbb a német vérontás nélkül, majd a szovjet hadsereg megszállta Magyarországot. Horthy hatalmát megdöntötték, s menekülnie kellett. Kikiáltották a népköztársaságot, azonnal szembefordultak a németekkel, akik megakadályozták, hogy Horthy visszakerüljön a hatalomba. A tengelyhatalmak és Horthy veresége az intézményes irredentizmus végét is jelentette Magyarországon.

## A békefeltételek
A második világháború „Nagy-Magyarországa” hivatalosan csak 1947-ben, a Párizsi békeszerződésekkel ért véget, amelyek a visszaszerzett területeket ismét elcsatolták, sőt még újabb három magyar falut is átadtak Csehszlovákiának.

## Fordítás
- Ez a szócikk részben vagy egészben  az   Irredentismo ungherese című olasz Wikipédia-szócikk ezen változatának fordításán alapul.  Az eredeti cikk szerkesztőit annak laptörténete sorolja fel. Ez a jelzés csupán a megfogalmazás eredetét és a szerzői jogokat jelzi, nem szolgál a cikkben szereplő információk forrásmegjelöléseként.